# Модно
Модно — село в Устюженском районе Вологодской области. Входит в сельское поселение Желябовское. С точки зрения административно-территориального деления — центр Моденского сельсовета.

## География
Расположено на правом берегу реки Молога напротив села Ванское в 29 км к восток-северо-востоку от Устюжны, в 60 км к запад-юго-западу от Череповца и в 170 км к западу от Вологды. Ближайшие населённые пункты — Кортиха, Красино, Плотичье.
Соединено с городом Устюжна местной автодорогой длиной 36 км. Имеется пристань на Мологе. Ближайший мост через Мологу находится в посёлке имени Желябова выше по течению (река судоходна до посёлка).

## Население
По переписи 2010 года население — 13 человек.
В 1988 году в селе проживало менее 10 человек, в 2002 году — 19 человек.

## Достопримечательности
В первую треть XVI века в Модно был построен Николо-Моденский монастырь на деньги московского купца Строганова. По местной легенде, во время крушения на реке Мологе к нему явилась икона Николая Чудотворца. На этом месте он решил построить монастырь, где находились Собор Николая Чудотворца и Церковь Богоявления Господня. В 1928—1929 годах в монастыре содержался под домашним арестом митрополит Иосиф (Петровых). В начале 1930-х годов монастырь был закрыт, а к 1944 году почти полностью разрушен. На данный момент сохранились сильно перестроенные кельи, где сейчас находится детский летний лагерь «Форт Янтарь». Возле кладбища взамен разрушенного монастыря была построена часовня.

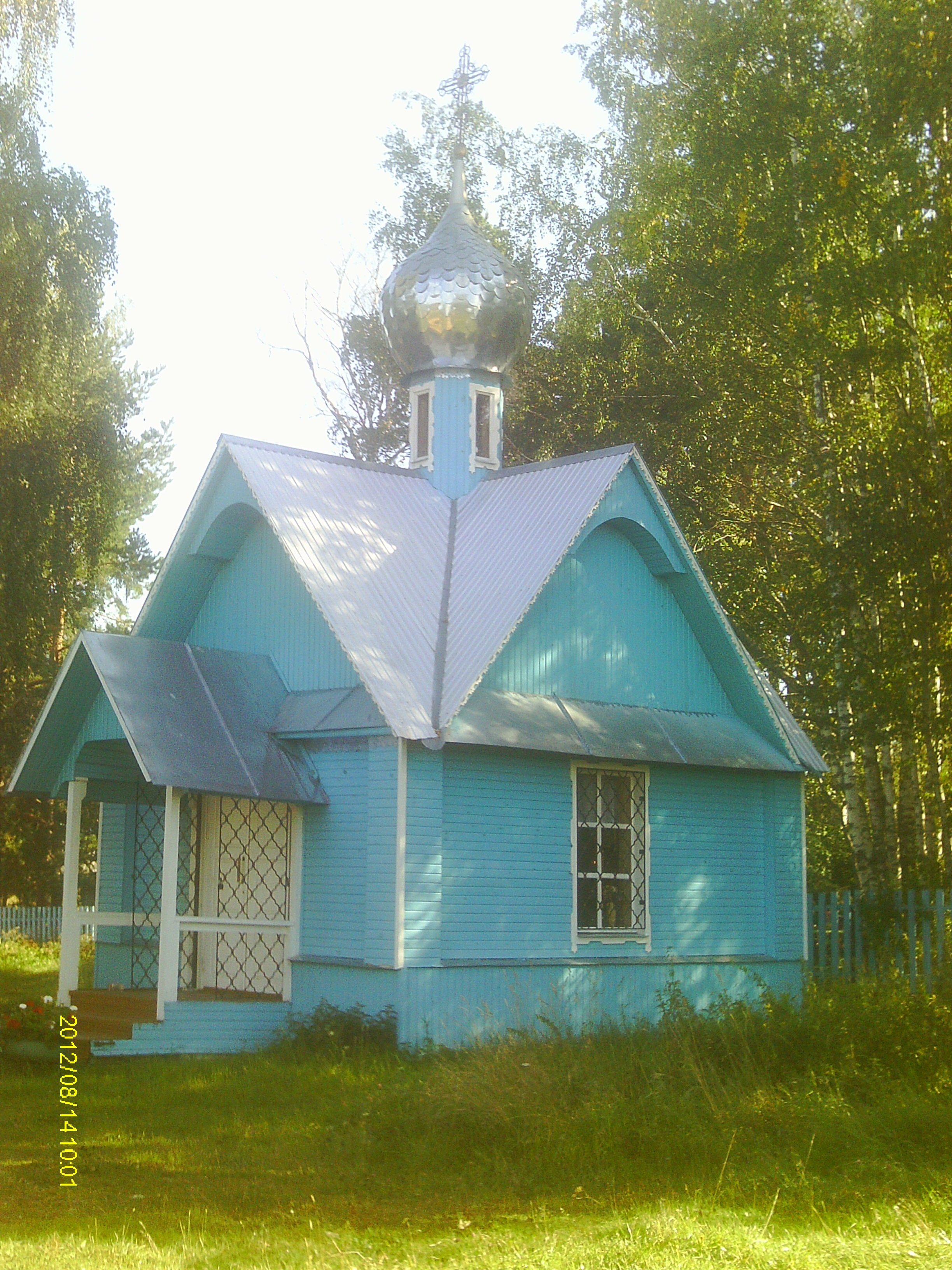
Часовня в деревне Модно (2012)
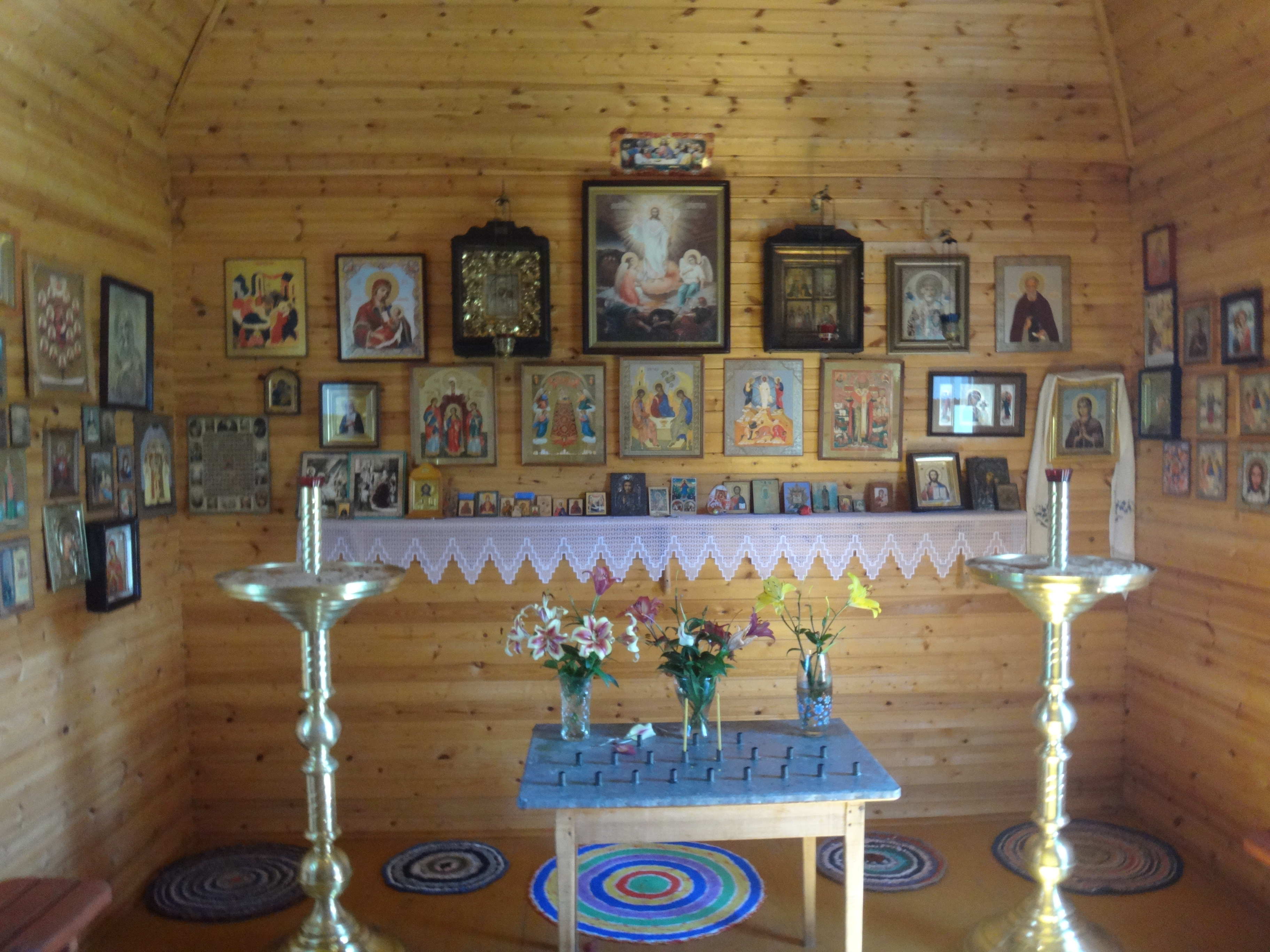
Интерьер часовни
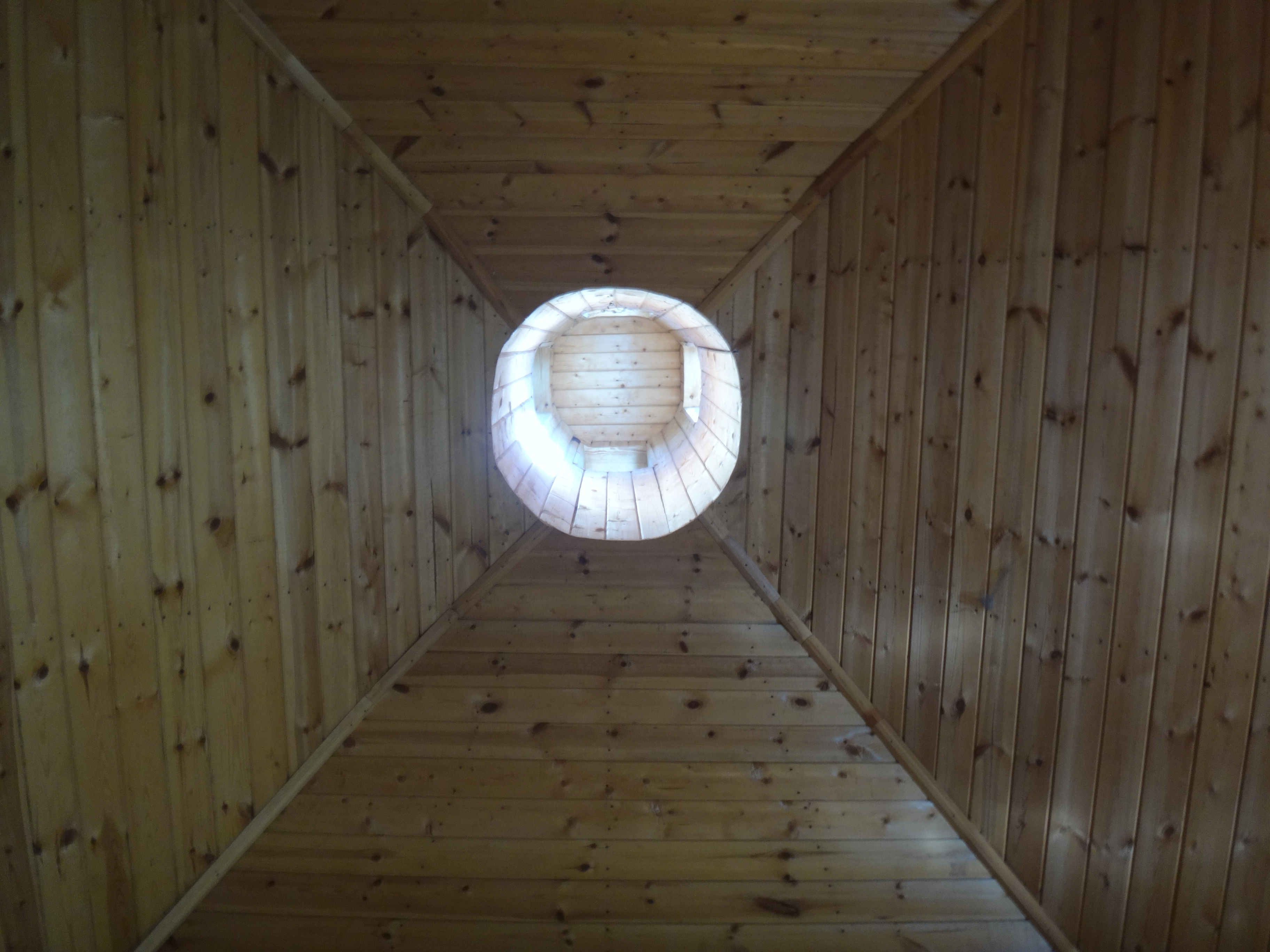
Фонарь часовни
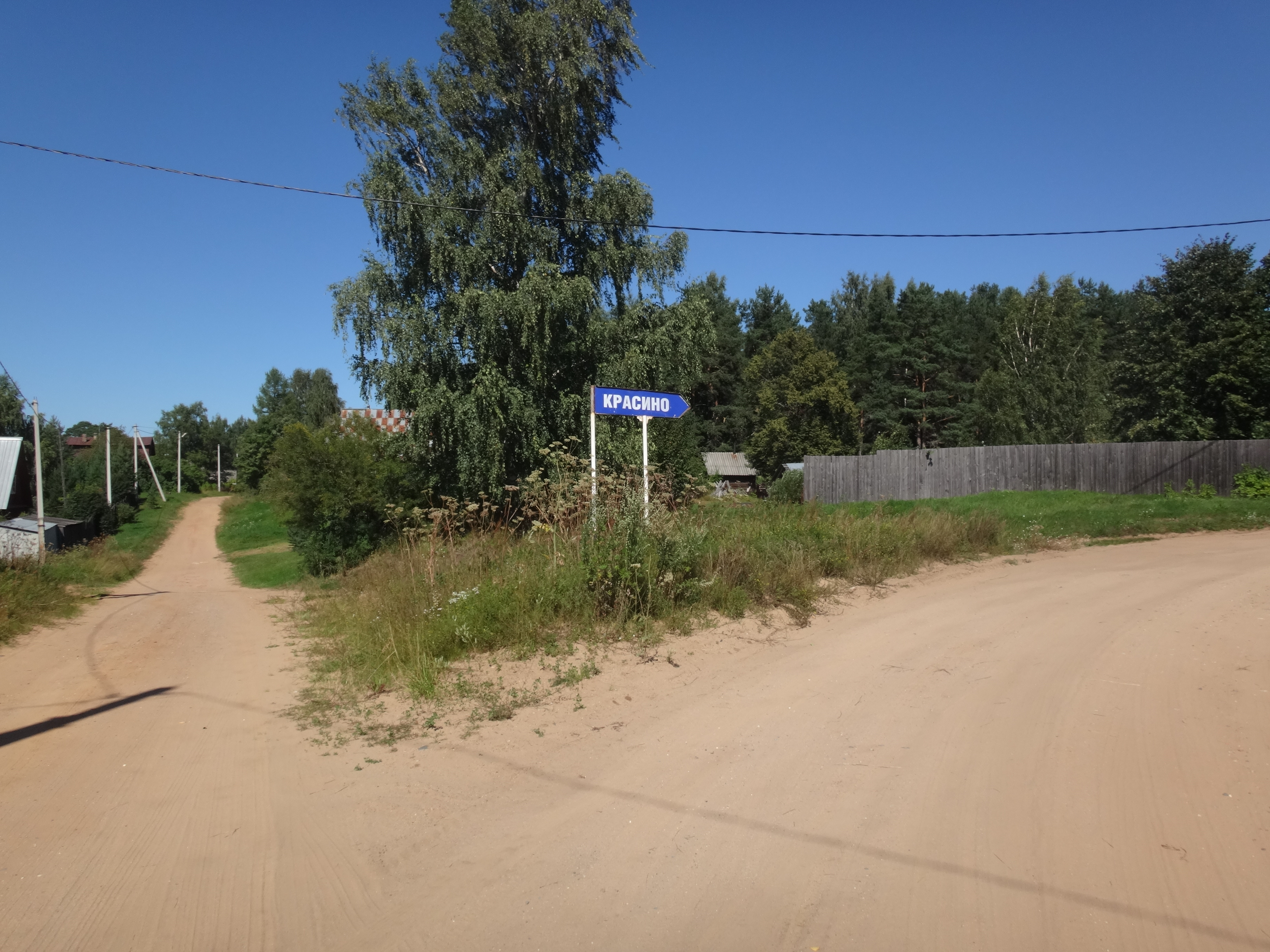
Моденская развилка. Прямо — кладбище, сельсовет и детский лагерь; направо — деревня Красино
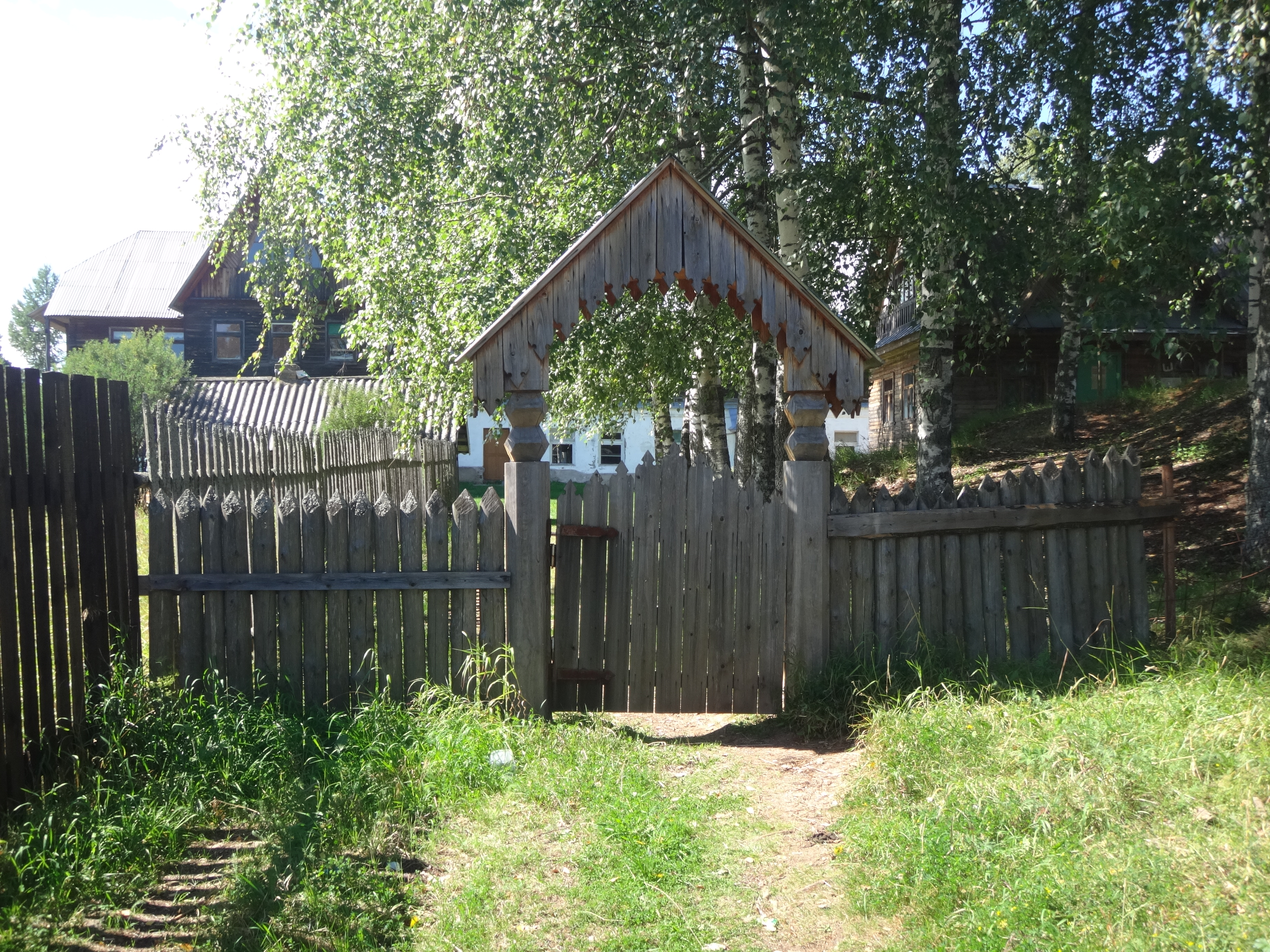
Ворота бывших келий монастыря
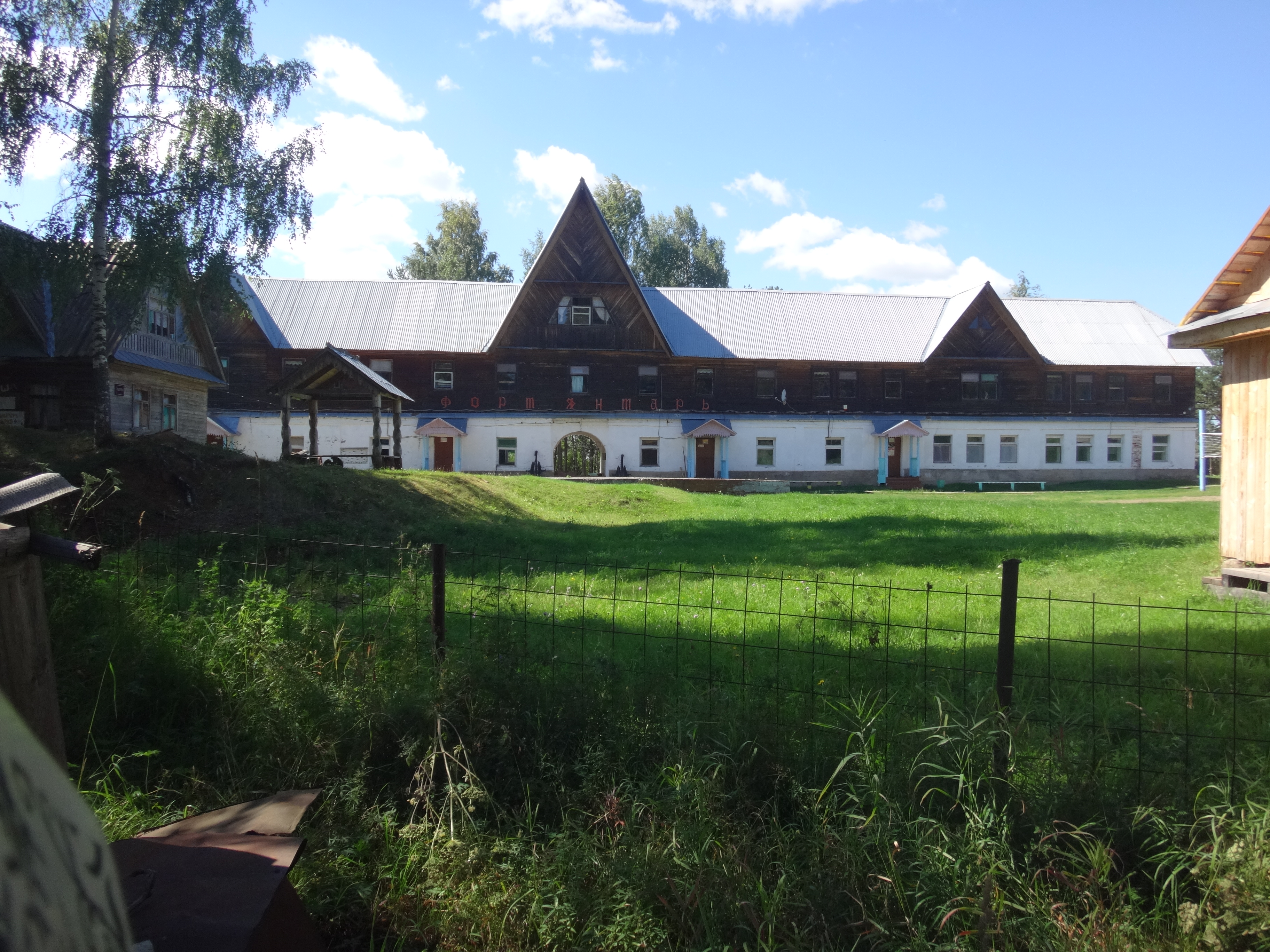
Бывшие кельи монастыря. Ныне — детский лагерь «Форт Янтарь»
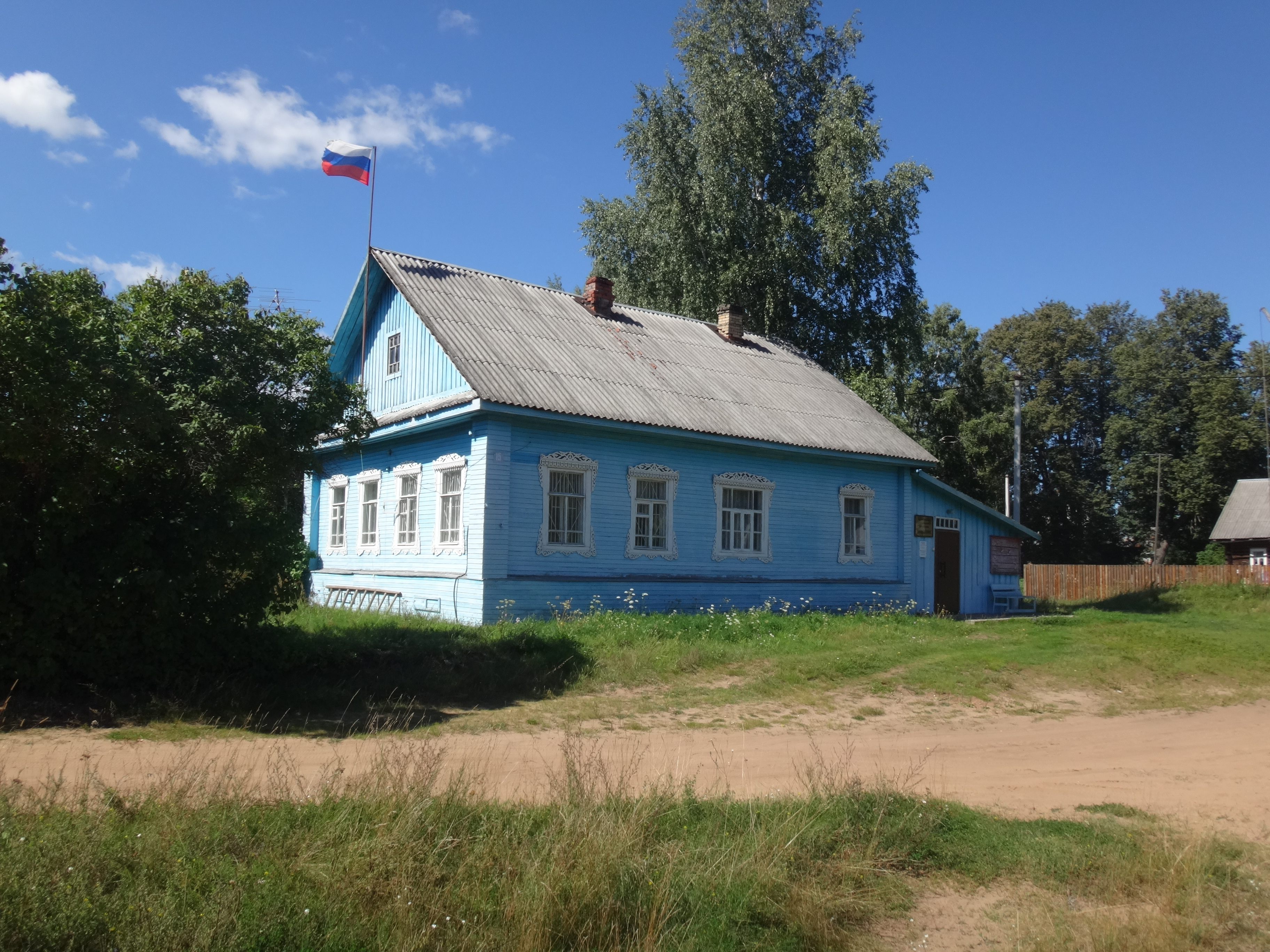
Здание администрации бывшего сельского поселения Модно
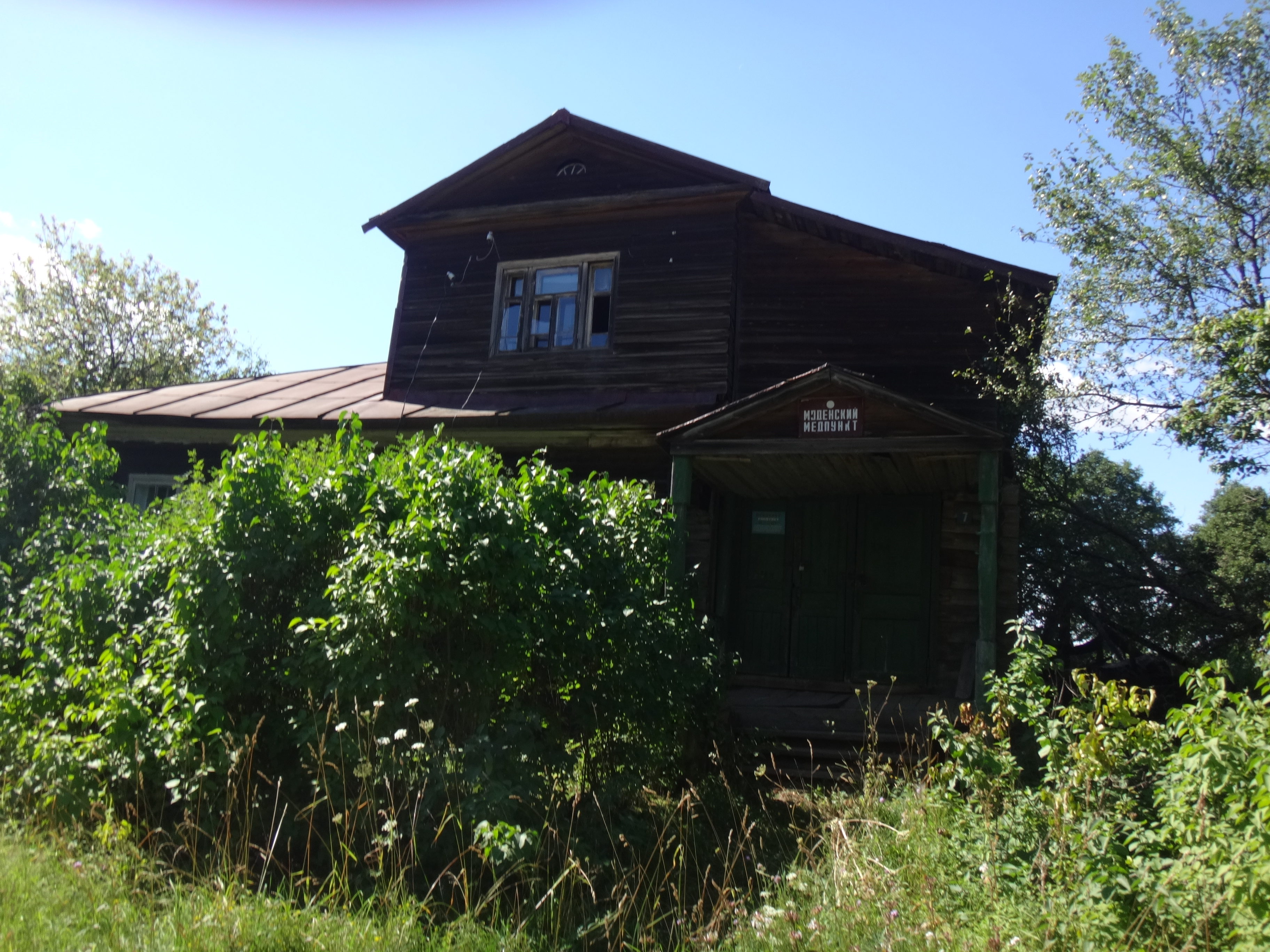
Бывший Моденский медпункт
Моденское кладбище
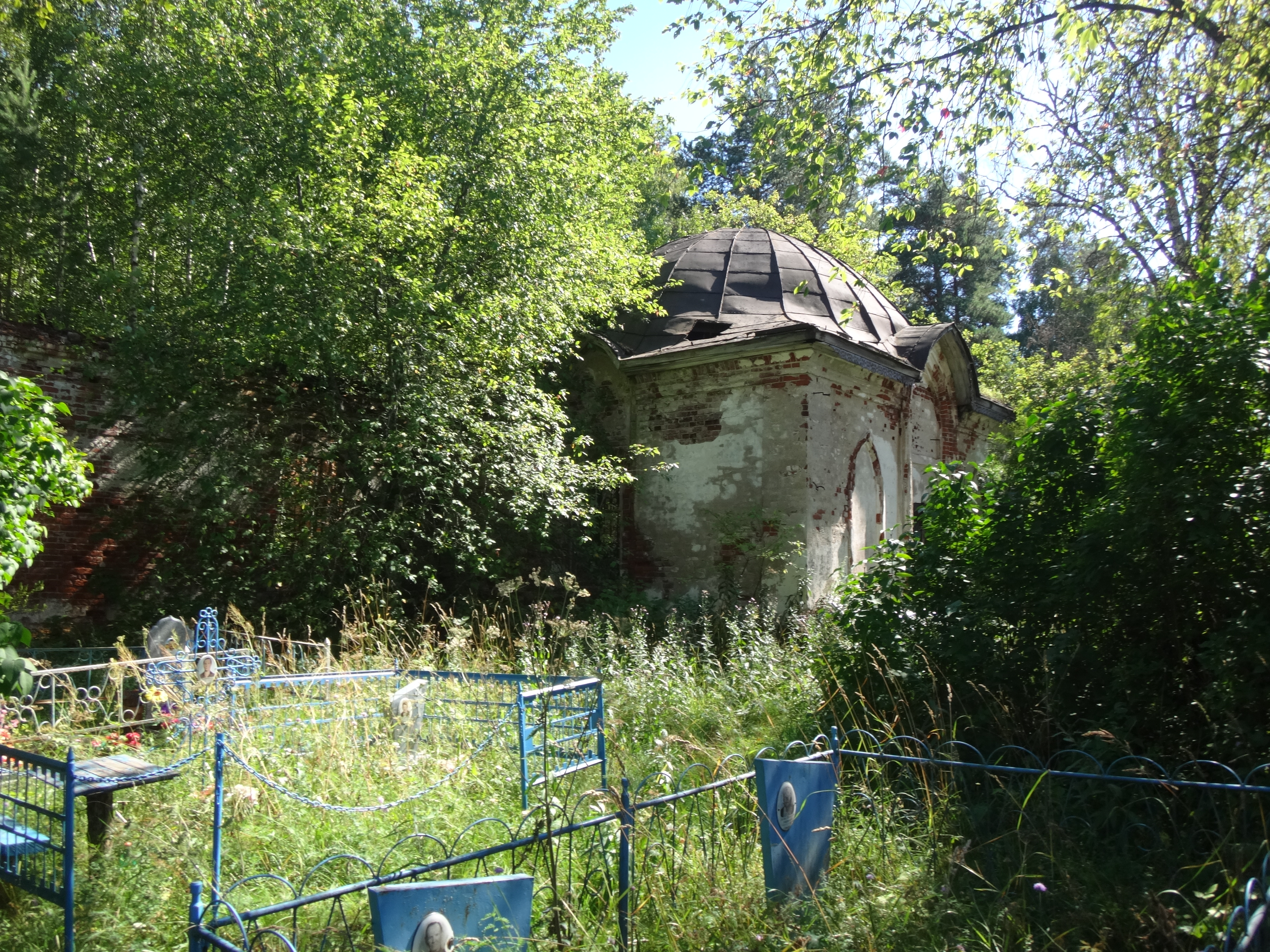
Разрушенный храм на территории кладбища
Мемориал героям Великой Отечественной войны